# Hutor
Hutor (Kotwica) – polski herb szlachecki.

## Opis herbu
W polu czerwonem – dwie belki poprzeczne, srebrne, równe i równoległe, w końcach raz jedna do góry, druga na dół prostopadle, drugi raz nieco na boki załamane, w środku złączone słupkiem. Nad hełmem w koronie trzy pióra strusie.

## Najwcześniejsze wzmianki
Herb ruski w XVI stuleciu na Litwie znany.

## Herbowni
Hutor – herbu własnego na Wołyniu, 1528 rok.
Hutorowicz, Rohaczewski, Symonowski
Kamiński.